# Hermann Schwander
Hermann Schwander (Würzburg, 22 januari 1912 – ?, 29 oktober 1987) was een Duits componist, muziekpedagoog en dirigent.

## Levensloop
Schwander studeerde aan de Hochschule für Musik Würzburg in Würzburg en aan de Julius Maximilians Universiteit Würzburg. In 1939 haalde hij zijn diploma als Musikmeister aan de Hogeschool voor muziek te Berlijn. In 1942 werd hij benoemd tot Obermusikmeister. 
Na de Tweede Wereldoorlog was hij tot 1956 muziekleraar aan een gymnasium. Na de oprichting van de Duitse Bundeswehr keerde hij in 1957 terug naar de militaire muziek en werd militaire kapelmeester van onder andere het Heeresmusikkorps 4 te Regensburg in de tijd van 1957 tot 1965, in de rang van Oberstleutnant. Verder was hij in München en later in Würzburg dirigent van een militair muziekkorps. Van 1970 tot 1972 was hij assistent van de Inspecteur van de militaire muziek van de Bundeswehr te Bonn. In deze tijd was hij ook docent aan de Hochschule für Musik in Keulen. 
Als componist schreef hij werken voor harmonieorkest.

## Composities

### Werken voor harmonieorkest
- Atlantik Wacht, mars
- Fröhliches Franken, suite
- Gute Freunde, mars
- Regiment Nr. 55', mars
- Regimentslied des Artillerie-Regiments 12, voor gemengd koor en harmonieorkest
- Variationen über das Volkslied vom "Doktor Eisenbart"